# Wolfgang III. Kämmerer von Worms

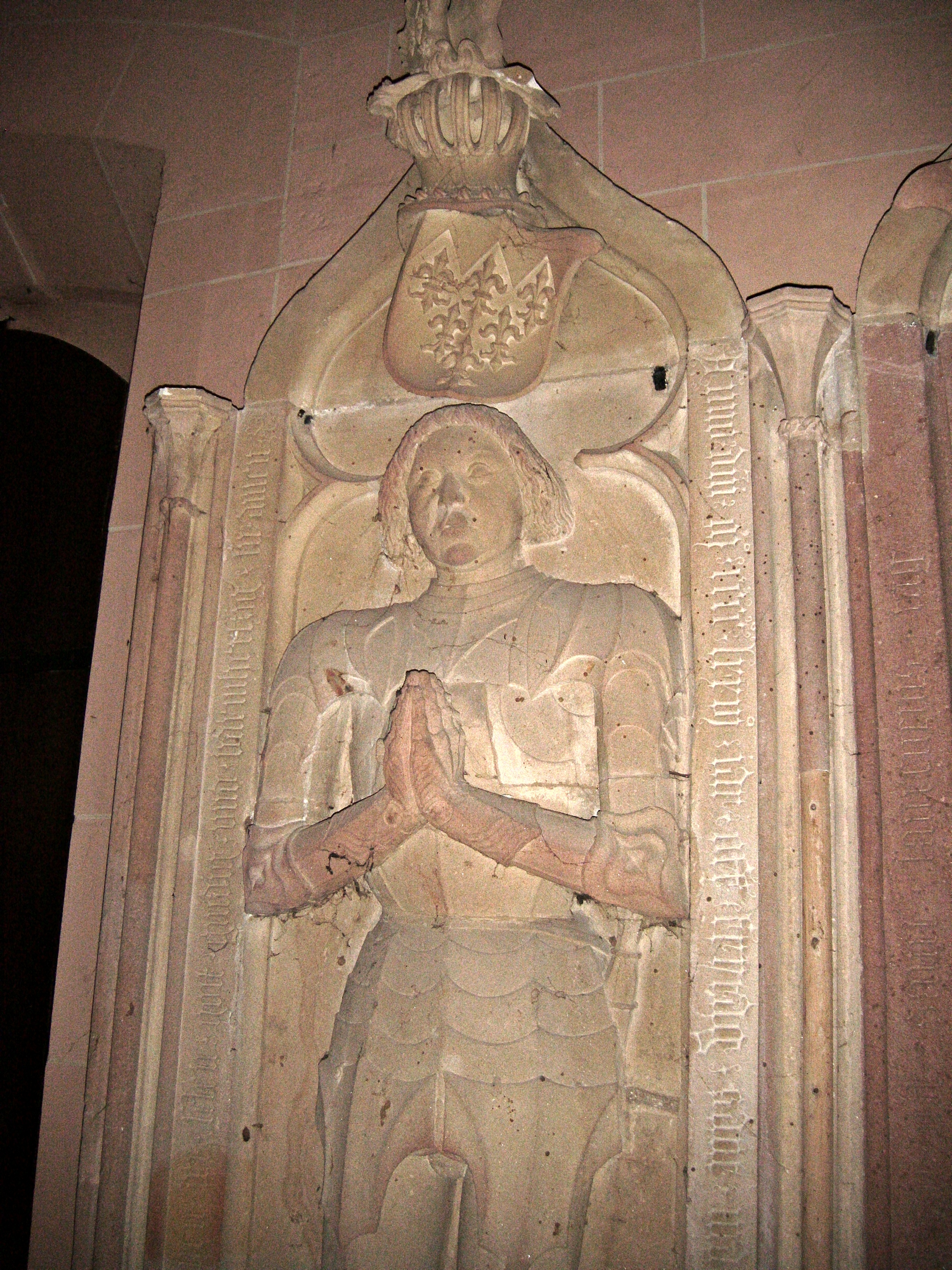
Wolfgang III. von Waldeck-Dalberg, auf seinem Epitaph in der Katharinenkirche Oppenheim

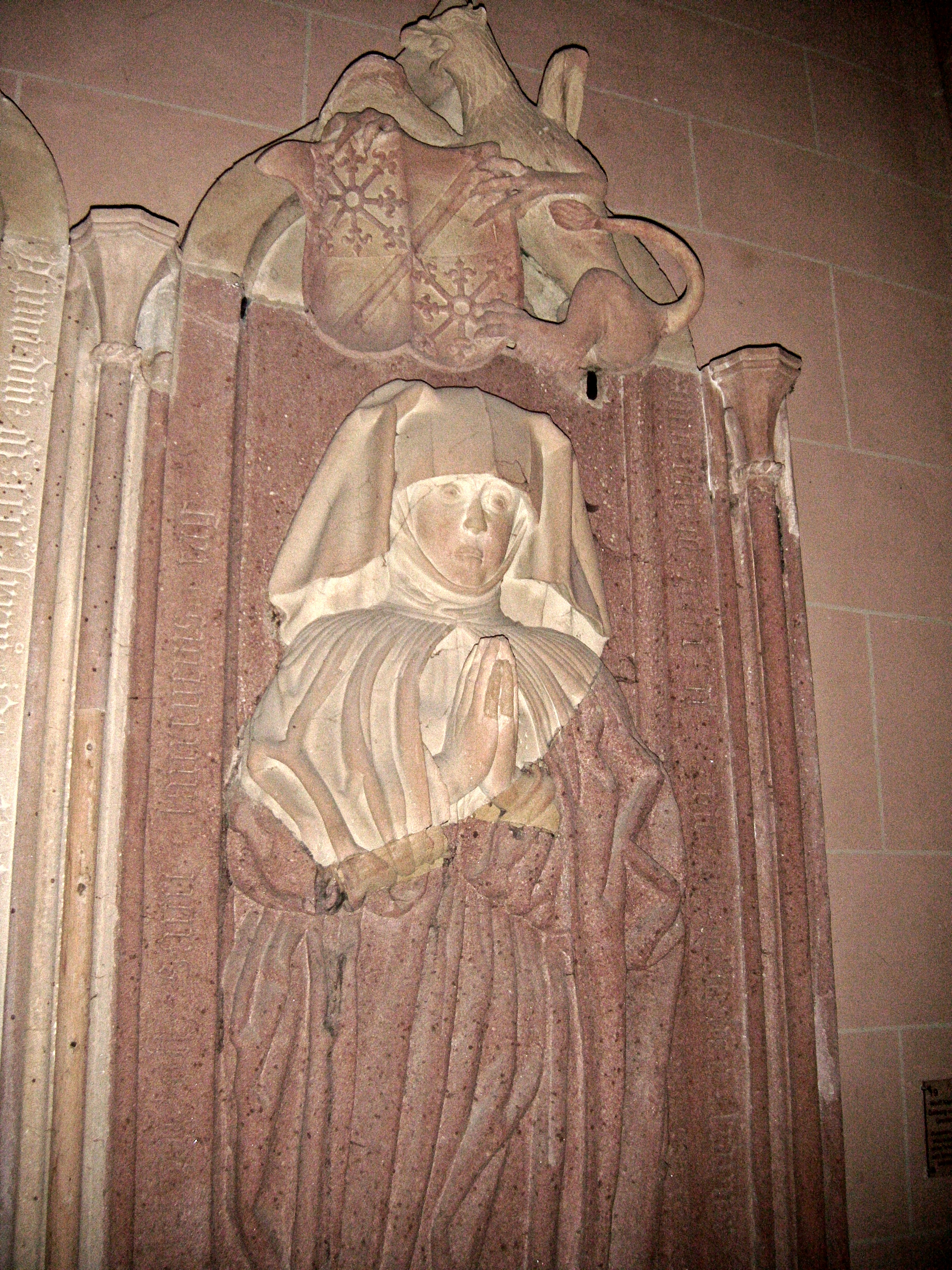
Gertrud von Dalberg geb. von Greiffenclau, auf ihrem Epitaph in der Katharinenkirche Oppenheim

Wolfgang III. Kämmerer von Worms, genannt von Dalberg, (* 4. September 1426 in Oppenheim; † 20. September 1476 in Oppenheim) war Hofmarschall des Kurfürsten Friedrich I. von der Pfalz.

## Herkunft und Familie
Wolfgang III. war der zweite Sohn von Johann XVII. Kämmerer von Worms, der ab 1390 erwähnt wird und am 2. Juli 1431 in der Schlacht von Bulgnéville fiel. Die Mutter war Anna, Tochter von Hans und Guitgin von Helmstatt, die am 10. Juni 1466 starb und in Oppenheim beigesetzt wurde.
Wolfgang III. heiratete 1444 Gertrud von Greiffenclau zu Vollrads († 10. August 1502, bestattet in der Katharinenkirche in Oppenheim), Tochter von Friedrich von Greiffenclau zu Vollrads (1401–1462). Aus dieser Ehe gingen 11 Kinder hervor:
1. Dieter V. (* 1456 oder 1457[2]; † 28. April 1467 in Herrnsheim). Bei seinem Tod hielt er sich in Herrnsheim auf und wurde in der Kirche St. Peter bestattet.[3]
2. Wolfgang IV. (* 27. Juli 1454; † 1473) blieb unverheiratet.[4]
3. Johann XX. (* 14. August 1455; † 27. Juli 1503 in Heidelberg; bestattet im Wormser Dom) war von 1482 bis 1503 Bischof von Worms und wurde 1482 Kanzler der Kurpfalz.
4. Friedrich VI. von Dalberg (* 10. Februar 1459; † 12. November 1506; bestattet in der Katharinenkirche in Oppenheim) war Bürgermeister der Stadt. Er heiratete 1480 Katharina, Tochter des Dieter von Gemmingen und der Anna von Venningen.[5] Sie verstarb am 19. Februar 1507.[6]
5. Margareta († 1521) war Nonne im Kloster Marienberg in Boppard.[7]
6. Guda, genannt seit 1464; † 1518[8] war 1494 bis 1506 Priorin des Klosters Maria Himmelskron in Hochheim (heute: Worms) und später in Kloster Marienberg in Boppard.
7. Dieter VI. (* 1468; † 9. Februar 1530, bestattet in Wallhausen) erhielt den gleichen Namen wie sein älterer, zuvor verstorbener Bruder gleichen Namens. Er heiratete Anna, Tochter des Hans und der Gertrud von Helmstatt († 28. August 1528), die ebenfalls in Wallhausen bestattet wurde.[9]
8. Gertrud († 7. April 1520) war Nonne im Kloster Marienberg in Boppard.[10]
9. Wolfgang VI. von Dalberg (* 1473; † 25. Januar 1522) erhielt den gleichen Namen wie sein älterer, zuvor verstorbener Bruder gleichen Namens. Er war kurpfälzischer Amtmann in Oppenheim und heiratete Agnes, Tochter von Swicker und Margareta von Sickingen. Wolfgang wurde in Oppenheim bestattet.[11]
10. Barbara, erwähnt 1504, Nonne[12]
11. Anna (* 1458; † 8. November 1503[13]) heiratete vor dem 14. September 1477 Pleikard von Gemmingen († 21. Oktober 1515). Beide wurden in Gemmingen bestattet. Ihre Grabplatten sind dort erhalten.[14]
12. Elisabeth[15] heiratete Hermann von Handschuhsheim.[16]

Wolfgang III. von Dalberg und seine Gattin sind in der Katharinenkirche in Oppenheim beigesetzt, ihre Epitaphien erhalten.

## Wirken
Wolfgang III. war Burgmann des Königs und ab 1459 kurpfälzischer Hofmarschall. Auch war er mehrfach Bürgermeister in Oppenheim, so in den Jahren 1462, 1468 und 1474.
1452 begleitete Wolfgang III. mit acht Pferden den Romzug König Friedrich III., der dort von Papst Nikolaus V. zum Kaiser gekrönt wurde.
Er unternahm eine Pilgerreise nach Jerusalem, ein nicht unübliches Unternehmen im späten Mittelalter. Auf dem Weg besuchte er dabei seinen Schwiegervater, Friedrich von Greiffenclau, im Franziskanerkloster auf der Insel Daksa bei Dubrovnik.

## Die Sage vom Ritterschlag auf der Tiberbrücke

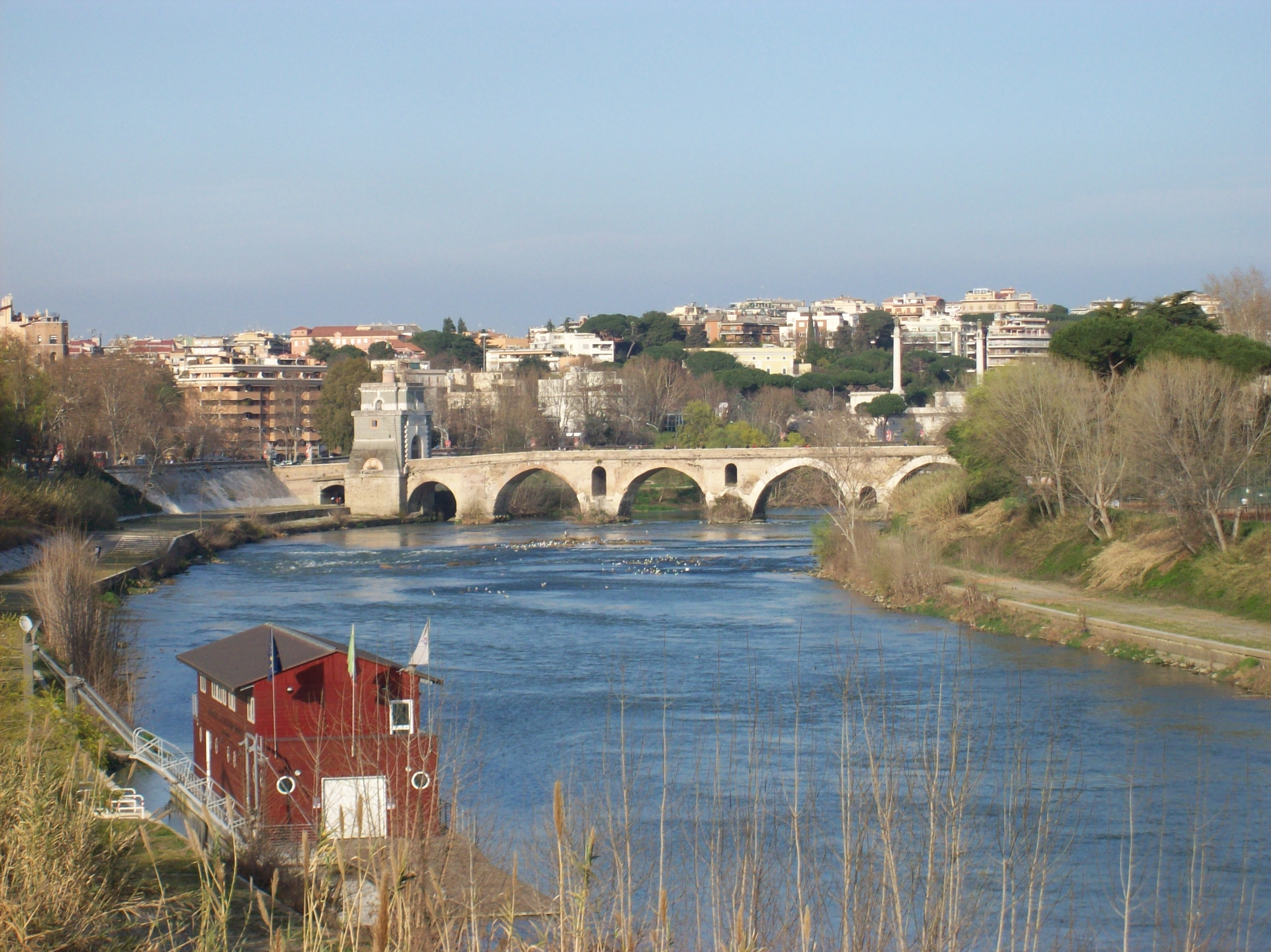
Milvische Brücke – Ort des sagenhaften Ritterschlages

In späterer Zeit wurde die Sage, dass ein Dalberger von Kaiser Friedrich III. nach dessen Kaiserkrönung in Rom auf der Milvischen Tiberbrücke zum Ritter geschlagen worden sei, auf Wolfgang III. bezogen. Aus dem Ereignis leiteten seine Nachkommen später das protokollarische Vorrecht der Dalberger ab, nach einer Kaiserkrönung den ersten Ritterschlag zu empfangen. Die Sage hat aber vermutlich keinen faktischen Kern.